# Client Side Scripting
Client Side Scripting ist eine Technik der Webentwicklung, bei der ein Computerprogramm auf dem Gerät des Benutzers (Client) ausgeführt wird. Diese Technik wird häufig für dynamische Webseiten und Webanwendungen genutzt, wobei ein JavaScript-Programm im Webbrowser ausgeführt wird. Eine alternative bzw. ergänzende Technik ist das Server Side Scripting, bei dem ein Computerprogramm auf dem Server (meist Webserver) ausgeführt wird.

## Client Side Rendering
Client Side Rendering ist ein häufiger Einsatz von Client Side Scripting und bezeichnet die dynamische Erzeugung eines HTML-Dokuments bzw. einer Benutzeroberfläche auf dem Client. Client Side Rendering ist eine mögliche Umsetzung dynamischer Webseiten und Webanwendungen. Eine alternative Technik ist Server Side Rendering, bei der das HTML-Dokument auf dem Server erzeugt wird.

## Programmiersprachen
Die heute wohl bedeutendste, clientseitige Skriptsprache ist JavaScript, da es die einzige Programmiersprache ist, die von modernen Webbrowsern unterstützt wird.
Eine Möglichkeit für die Nutzung anderer Programmiersprachen außer JavaScript im Webbrowser ist Nutzung eines Transcompilers auf dem Server oder Client. Dabei wird der Quelltext automatisch in JavaScript übersetzt. Nachteile sind dabei eventuell zusätzlicher Overhead beim Laden der Webseite und eine zusätzliche Komplexitätsebene bei der Fehlerbeseitigung.
Verbreitete Programmiersprachen beim Server Side Scripting sind:
- JavaScript (standardisiert als ECMAScript), wird von allen modernen Browsern unterstützt
- CoffeeScript – wird nach JavaScript transkompiliert
- TypeScript – wird nach JavaScript transkompiliert